# Schloss Wocklum

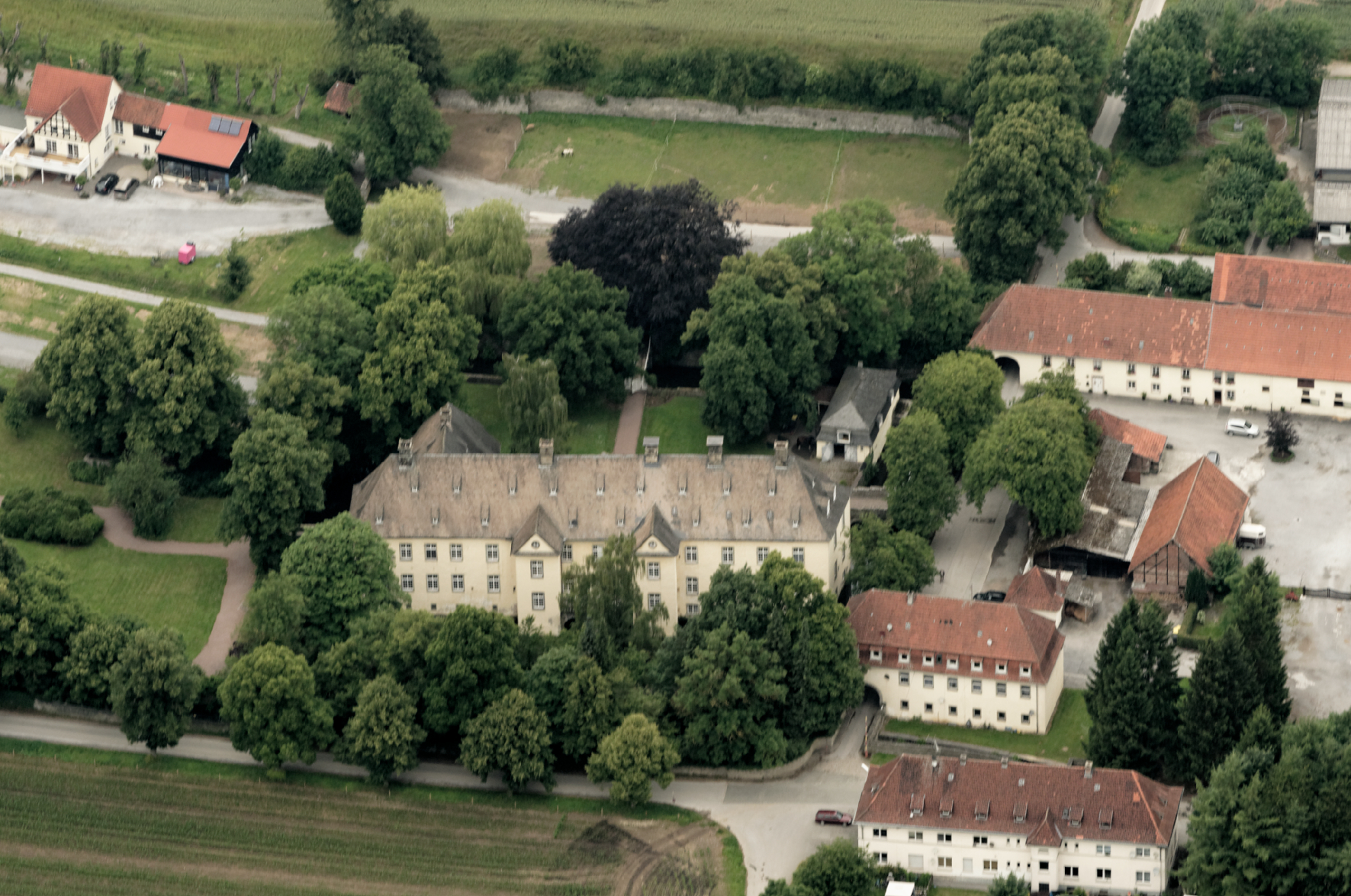
Luftaufnahme

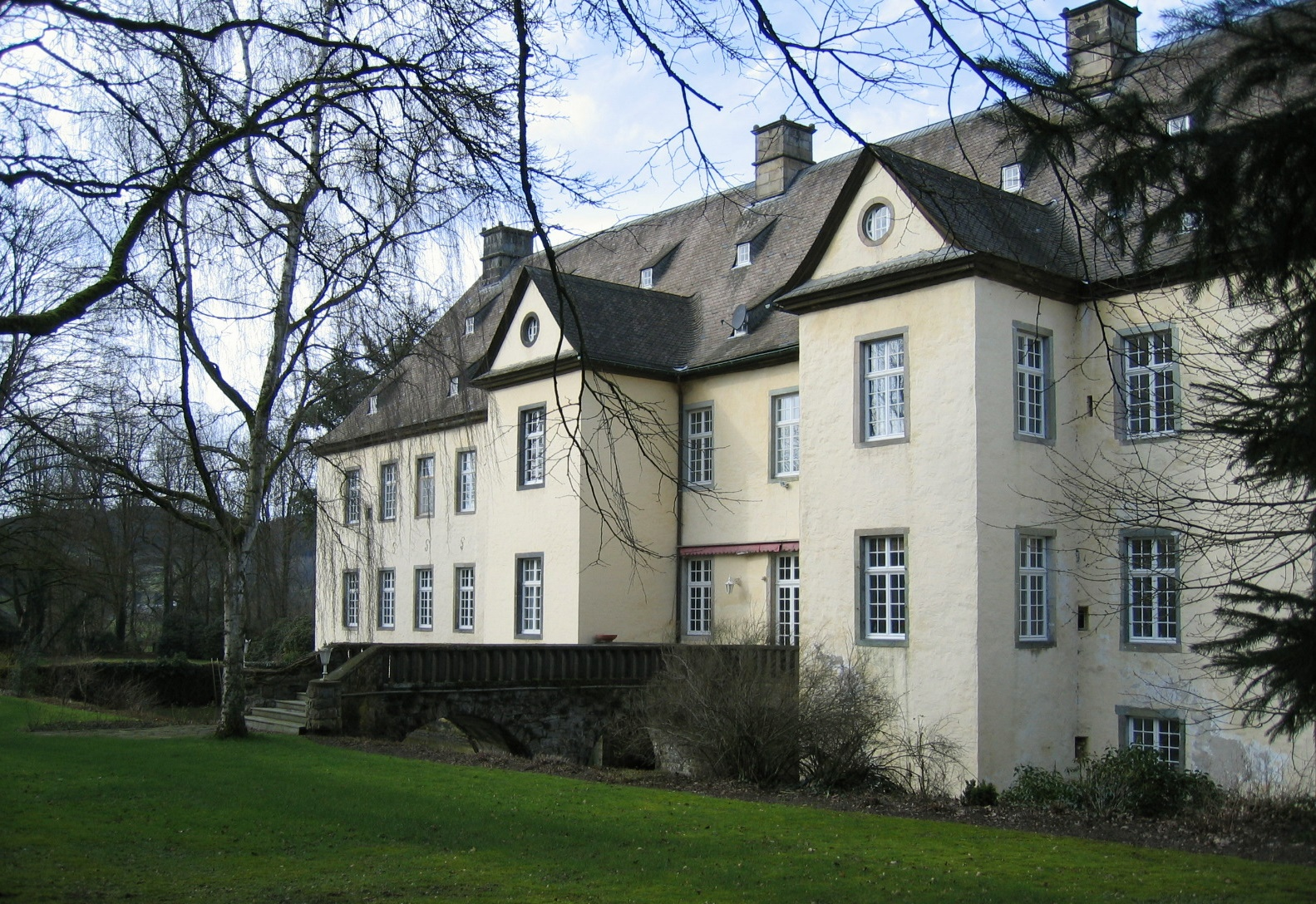
Schloss Wocklum

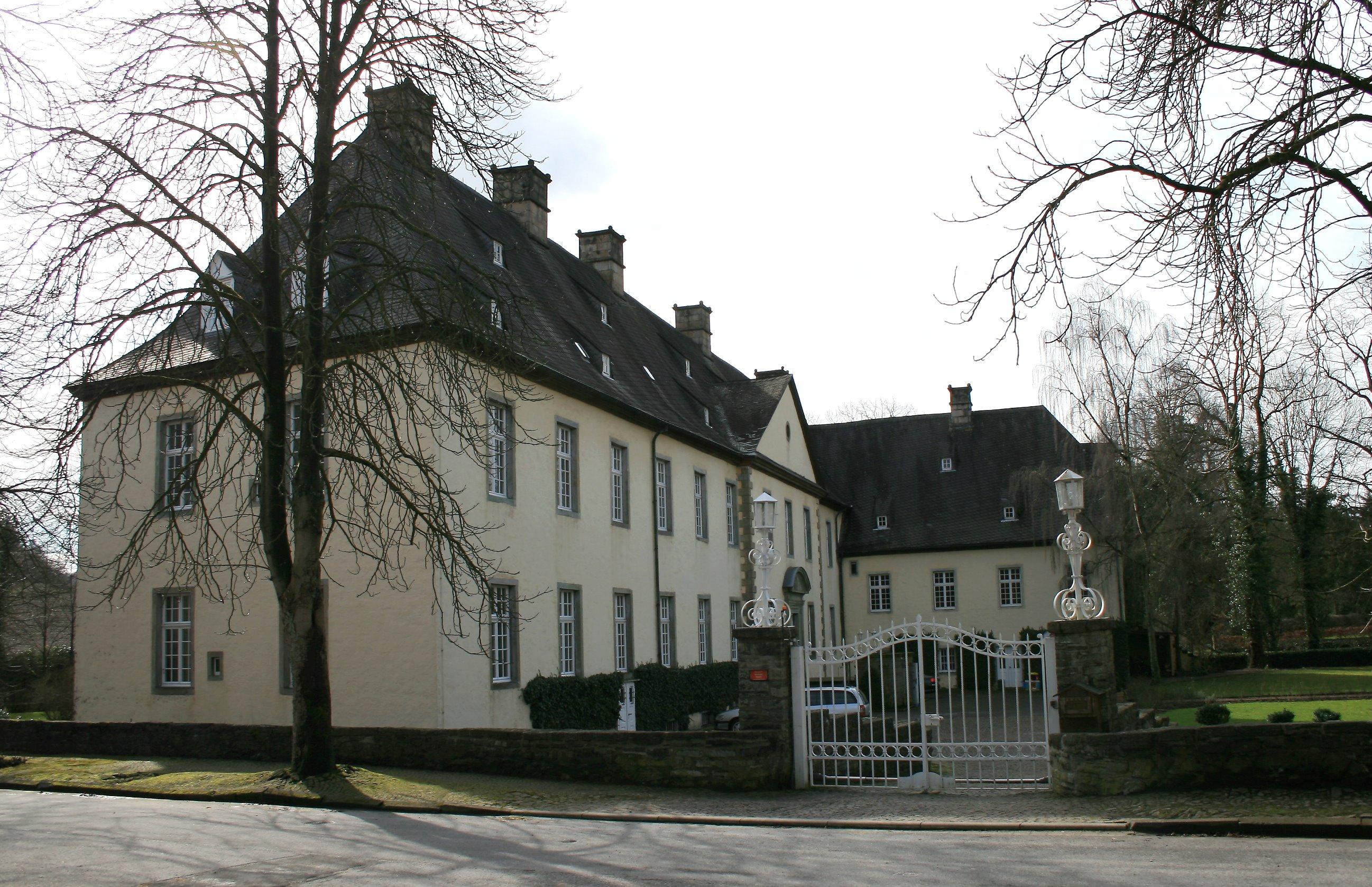
Schloss Wocklum von Nordwesten gesehen

Schloss Wocklum, kurz Wocklum, ist ein Wasserschloss in Balve, Sauerland. Die Anlage im Tal des Orlebachs geht auf eine sächsische Wallburg und ein Lehen eines gewissen Bernd von Düngelen zurück. Die Düngelen sind ein westfälisches Adelsgeschlecht.
In der ersten Hälfte des 14. Jahrhunderts saß dort noch das Adelsgeschlecht von Wockelheim (Wocklum). Das Schloss gehörte unter anderem auch dem ehemaligen Droste Hermann von Hatzfeld, der sich im Truchsessischen Krieg als Widersacher der Reformation hervortat.
Seit dem Erwerb durch den Landdrosten Daniel Dietrich von Landsberg zu Erwitte († 1684) im Jahre 1656 ist das Schloss im Besitz der Grafen von Landsberg-Velen. Zum Schutz des Schlosses und seiner Besitzungen gründete er 1681 einen Familienfideikommiss.
Ein weiterer berühmter Sohn der Familie war Ignaz von Landsberg-Velen und Gemen (1788–1863), der die Luisenhütte (Wocklumer Hammer) ausbauen ließ. Der im Schloss geborene Dieter von Landsberg-Velen (1925–2012) war ein deutscher Sportfunktionär und Präsident des Malteser Hilfsdienstes Deutschland (1982–1990). Er war Mitgründer und ab 1968 bis 2001 Präsident der Deutschen Reiterlichen Vereinigung, ferner später deren Ehrenpräsident. Daneben war Landsberg-Velen lange Vizepräsident des Weltreiter-Verbandes (FEI).
Regelmäßig findet dort seit 1948 das Reitturnier Balve Optimum statt, welches auf Dieter Graf von Landsberg-Velen und Gemen zurückgeht. Eine weitere Großveranstaltung ist die Landpartie.